# Yoo Da-in
Yoo Da-in (en hangul, 유다인; nombre de nacimiento Ma Young-seon) es una actriz surcoreana. 

## Carrera
Conocida por su matizada interpretación en la película indie, aclamada por la crítica, Re-encuentro, su primer papel protagónico.
En el 2016, obtuvo un papel de reparto en Doctors.
En julio de 2020 se unirá al elenco recurrente de la serie Into the Ring (también conocida como "The Ballot") donde dio vida a Yoon Hee-soo, una atractiva abogada que se graduó de una universidad de élite y de derecho, es una perfeccionista ambiciosa que ha llegado al éxito a base del trabajo duro y aspira a un puesto en la Asamblea Nacional a través de su red de conexiones.

## Filmografía

### Serie de televisión
| Año  | Título                                             | Rol                 | Red  |
| ---- | -------------------------------------------------- | ------------------- | ---- |
| 2005 | Biscuit Teacher and Star Candy                     | Yoo Da-in           | SBS  |
| 2005 | Love Needs a Miracle                               | Jang Kyung-hee      | SBS  |
| 2007 | Drama City "이웃의 한 젊은이를 위하여"             | Choi Soo-kyung      | KBS2 |
| 2009 | Glory of Youth                                     | Lee Soon-young      | KBS1 |
| 2010 | Comrades                                           | enfermera Jung-sook | KBS1 |
| 2011 | Drama Special "Our Happy Days of Youth"            | Kang Soon-nam       | KBS2 |
| 2012 | Drama Special Series "Just an Ordinary Love Story" | Kim Yoon-hye        | KBS2 |
| 2012 | Tasty Life                                         | Jang Joo-hyun       | SBS  |
| 2014 | The Night Watchman's Journal                       | Yeon-ha             | MBC  |
| 2014 | Plus Nine Boys                                     | Joo Da-in           | tvN  |
| 2016 | One More Happy Ending                              | Baek Da-jung        | MBC  |
| 2016 | Doctors                                            | Jo In-joo           | SBS  |
| 2016 | Weightlifting Fairy Kim Bok-Joo                    | Go Ah-young         | MBC  |
| 2020 | Into the Ring                                      | Yoon Hee-soo        | KBS2 |

### Cine
| Año  | Título                         | Rol                  | Notas        | Ref.        |
| ---- | ------------------------------ | -------------------- | ------------ | ----------- |
| 2005 | The Beast and the Beauty       |                      |              |             |
| 2006 | Cinderella                     | Su-kyoung            |              |             |
| 2007 | Her... The One That I Love     | artista Manhwa "She" | Cortometraje |             |
| 2008 | Heartbreak Library             |                      |              |             |
| 2008 | Mandate: Mission from the Gods | periodista Shin      |              |             |
| 2010 | No Mercy                       | Lee Soo-jin          |              |             |
| 2010 | Re-encounter                   | Hye-hwa              |              |             |
| 2011 | The Client                     | Seo Jung-ah          |              |             |
| 2012 | Over My Dead Body              | Jang Ha-yeon         |              |             |
| 2012 | Children of Heaven             | Yoo-jin              |              | [ 6 ] [ 7 ] |
| 2012 | Almost Che                     | Seo Ye-rin           |              |             |
| 2013 | The Suspect                    | Choi Kyung-hee       |              |             |
| 2016 | Detour                         |                      |              |             |
| 2019 | The Snob                       | Seon Woo-jeong       |              |             |
| 2025 | Nocturnal                      | Cha Moon-young       |              | [ 8 ]       |